# Kazimierz VI
Kazimierz VI (ur. najwcz. 1455, zm. w okr. 8–15 września 1474 w Darłowie) – syn Eryka II, księcia wołogoskiego, słupskiego i szczecińskiego oraz Zofii.

## Życie i panowanie
Od najmłodszych lat wespół ze starszym bratem Bogusławem X wychowywał się na krakowskim dworze Kazimierza IV Jagiellończyka, prawdopodobnie pod kuratelą dziejopisa Jana Długosza.
Znany jest w literaturze przedmiotu, jako współwystawca dokumentu z 21 października 1469, wraz z ojcem Erykiem II oraz Bogusławem X, który jeszcze nie używał pieczęci. Wystąpił również obok brata, w dokumencie z 5 lipca 1474, który potwierdzał zawarcie sojuszu jego ojca z książętami meklemburskimi.
Po śmierci swego ojca w 1474 prawdopodobnie objął ze starszym bratem rządy w Księstwie Słupskim i Szczecińskim. Zmarł w dwa miesiące później na zarazę podczas polowania, w okr. od 8 do 15 września 1474. Prawdopodobnie został pochowany w kościele klasztornym Kartuzów pod Darłowem. Kazimierz VI nie był żonaty. Zmarł bezpotomnie.

## Genealogia
| Warcisław IX ur. 1395? lub w okr. 1395–1400 zm. 17 IV 1457 | Warcisław IX ur. 1395? lub w okr. 1395–1400 zm. 17 IV 1457 |                                                       |                                                       | Zofia ur. najwcz. 1374 zm. 1462 | Zofia ur. najwcz. 1374 zm. 1462 |  |  | Bogusław IX ur. najp. 1405 zm. 7 XII 1446 | Bogusław IX ur. najp. 1405 zm. 7 XII 1446 |                                     |                                     | Maria mazowiecka ur. najp. w okr. 1412–1415 zm. 18 II 1454 | Maria mazowiecka ur. najp. w okr. 1412–1415 zm. 18 II 1454 |
|                                                            |                                                            |                                                       |                                                       |                                 |                                 |  |  |                                           |                                           |                                     |                                     |                                                            |                                                            |
|                                                            |                                                            |                                                       |                                                       |                                 |                                 |  |  |                                           |                                           |                                     |                                     |                                                            |                                                            |
|                                                            |                                                            | Eryk II ur. w okr. 1418–1425 lub poźn. zm. 5 VII 1474 | Eryk II ur. w okr. 1418–1425 lub poźn. zm. 5 VII 1474 |                                 |                                 |  |  |                                           |                                           | Zofia ur. ok. 1434 zm. 24 VIII 1497 | Zofia ur. ok. 1434 zm. 24 VIII 1497 |                                                            |                                                            |
|                                                            |                                                            |                                                       |                                                       |                                 |                                 |  |  |                                           |                                           |                                     |                                     |                                                            |                                                            |
|                                                            |                                                            |                                                       |                                                       |                                 |                                 |  |  |                                           |                                           |                                     |                                     |                                                            |                                                            |
|                                                            |                                                            |                                                       |                                                       |                                 |                                 |  |  |                                           |                                           |                                     |                                     |                                                            |                                                            |

|  |  |  |  | Kazimierz VI (ur. najwcz. 1455, zm. w okr. 8–15 IX 1474) |